# Flughafen Berlin-Gatow

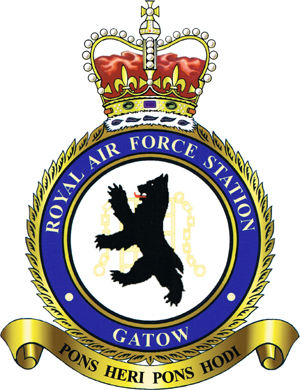
RAF Gatow

Luchthaven Berlin-Gatow was een militair vliegveld in West-Berlijn. Op 30 juni 1994 vond hier de laatste vlucht plaats en vanaf 1995 is hier het Militärhistorisches Museum der Bundeswehr - Flugplatz Berlin-Gatow gevestigd. De luchthaven lag aanvankelijk in Kladow, maar na de Tweede Wereldoorlog werd dit gebied afgestaan aan Gatow. In 2003 werd het gebied teruggegeven aan Kladow.

## Geschiedenis
In 1935 werd Luchthaven Gatow in het kader van de Duitse herbewapening door de nationaalsocialisten gebouwd. Op 1 april 1936 werd het vliegveld geopend. Hier was vanaf 15 januari 1940 de Luftkriegschule 2 van de Luftwaffe gevestigd. De opleiding van vliegers werd in oktober 1944 gestaakt vanwege brandstoftekorten. 
In mei 1945 werd Gatow door het Rode Leger bezet. Berlijn werd opgesplitst in vier sectoren en in juli 1945 werd de luchthaven overgedragen aan de Britse Royal Air Force. Op 2 juli 1945 landde er het eerste Britse vliegtuig. Vanaf 19 augustus 1945 kreeg het vliegveld de naam Royal Air Force Station Gatow, of RAF Gatow. Het kreeg als motto Pons Heri Pons Hodi of Een brug gisteren, een brug vandaag. In maart 1947 werd een nieuwe betonnen landingsbaan met een lengte van 1800 meter in gebruik genomen. 
Op 5 april 1948 botsten twee vliegtuigen met elkaar in het luchtruim boven Berlijn. Een British European Airways (BEA) Vickers VC.1 Viking stortte neer bij het vliegveld nadat het was gebotst met een Jakovlev Jak-3 gevechtsvliegtuig van de luchtmacht van de Sovjet-Unie. Hierbij kwamen aan Britse zijde 10 passagiers en vier bemanningsleden om het leven en ook de Sovjetpiloot kwam om. De dag erna boden de Russen hun verontschuldigingen aan en nam het aantal vluchten van Sovjetzijde af in de luchtvaartcorridors van en naar Berlijn.
Tijdens de blokkade van Berlijn speelde Gatow een belangrijke rol. Vanaf 28 juni 1948 landden hier (net als op Tempelhof en Tegel) de vliegtuigen die deelnamen aan de Berlijnse Luchtbrug. Na korte tijd werd hier 1000 ton vracht per dag aangevoerd voor West-Berlijn. Voor de aanvoer werden toestellen van het type Douglas C-47 Skytrain en Avro York ingezet en later ook de grotere Handley Page Hastings.
RAF Gatow ligt naast de Wannsee in de rivier de Havel. Tijdens de Berlijnse blokkade werden hier vliegboten ingezet. Op 6 juli 1948 zette de RAF 12 Short Sunderlands in. Deze vlogen van Hamburg-Finkenwerder naar Berlijn. Later kwamen hier nog vliegboten bij van Aquila Airways, een vroege naoorlogse Britse onafhankelijke luchtvaartmaatschappij die later onderdeel ging uitmaken van British Aviation Services. De vliegboten werden vooral gebruikt voor het transport van zout. Zout is zeer corrosief voor landvliegtuigen, maar de watervliegtuigen hadden hier minder problemen mee vanwege de geanodiseerde romp.
Gatow had voornamelijk een militaire functie. Tussen 1946 en 1950 werd Gatow ook gebruikt voor de burgerluchtvaart, onder andere door British European Airways, maar vanaf 1950 werd Tempelhof hiervoor gebruikt.
Na bijna vijftig jaar bezetting trokken de geallieerden zich op 18 juni 1994 terug uit Berlijn en werd Gatow overgedragen aan de Bundeswehr. Op 30 juni 1994 werd de luchthaven gesloten en werden de startbanen in lengte gehalveerd ten gunste van een nieuwe woonwijk. De overgebleven delen van de startbanen, de platforms en de hangars zijn deels ingericht als Militärhistorisches Museum der Bundeswehr - Flugplatz Berlin-Gatow. De rest van het vliegveld bleef in militaire handen.

## Museum
Het vliegveld heeft twee start- en landingsbanen met een lengte van 830 meter. Deze worden incidenteel gebruik door het museum bij airshows. Het museum heeft een buitenterrein van ongeveer 100 hectare groot. Hier staan zo'n 70 toestellen opgesteld en verder nog 60 grote installaties uit de tijd van de koude oorlog. Van de negen hangars zijn er twee in gebruik als tentoonstellingsruimte en de overige zeven worden gebruikt als opslagruimte of werkplaats. Naarmate meer toestellen uit de opslag geschikt worden gemaakt voor het museum worden de hangars ook opengesteld voor het museumpubliek.